# Astrid Hopfensitz
Astrid Hopfensitz (* 1. August 1975 in Deutschland) ist Wirtschaftswissenschaftlerin und Mitherausgeberin der Fachzeitschrift Journal of Behavioral and Experimental Economics. Sie ist Professorin an der Emlyon Business School in Lyon und Mitglied des Centre National de la Recherche Scientifique, dem nationalen Zentrum für wissenschaftliche Forschung in Frankreich, sowie dem Institute Universitaire de France.

## Werdegang
1994 begann Astrid Hopfensitz zunächst ihr Studium in Wirtschaftsmathematik an der Universität Ulm. Zwischen 1998 und 2000 machte sie, unterstützt durch das Baden-Württemberg-Stipendium, ihren Master in Wirtschaft an der Universität von Massachusetts und war dort ein Jahr lang als Forschungsassistentin tätig. Danach setzte sie ihr Studium in Ulm fort und erhielt 2001 ihr Diplom. In ihrer Masterarbeit untersuchte sie The Evolution of altruistic Behavior by Group Selection and its computational Simulation.
Ihren Doktortitel erlangte sie zwischen 2002 und 2006 an der Universität Amsterdam am Center of Research in Experimental Economics and Political Decision making (CREED), mit ihrer Abschlussarbeit zum Thema The Role of Affect in Reciprocity and Risk Taking: Experimental Studies of Economic Behavior.
Zwischen 2006 und 2007 arbeitete sie als Postdoc am Swiss Centre for Affective Sciences an der Universität Genf.
Seit 2007 arbeitete sie als Dozentin an der Toulouse School of Economics, an der 2017 auch ihre Habilitation erfolgte. In dieser Zeit war sie Mitglied des Verwaltungsrats und gewähltes Ratsmitglied der Groupe de Recherche en Économie Mathématique et Quantitative (GREMAQ). Zwischen 2009 und 2011 engagierte sie sich außerdem als lokale Organisatorin des Toulouse Network of Information Technology (TNIT) und koordinierte ab 2012 Seminare für das Institute for Advanced Study in Toulouse (IAST). 2017 wurde Astrid Hopfensitz Junior Mitglied des Institut Universitaire de France (IUF) und war bis 2019 als Präsidentin der Association Francaise d´Economie Experimentale (ASFEE) tätig. Seit 2021 ist sie Mitglied des Centre Nationale de la Recherche Scientifique (CNRS). Im gleichen Jahr begann sie ihre Anstellung als Professorin an der Emlyon Business School.
Astrid Hopfensitz ist als Mitherausgeberin der Fachzeitschrift Journal of Behavioral and Experimental Economics tätig, in der sie über Wirtschaftswissenschaften und Finanzen, aber auch Psychologie schreibt.
Seit 2002 hat sie an über fünfzig wissenschaftlichen Tagungen und Kongressen in Europa und den USA  teilgenommen. Zuletzt war sie als Vortragende bei einer Konferenz der British University in Egypt eingeladen.

## Forschungsschwerpunkte
In ihren Forschungen beschäftigt sich Astrid Hopfensitz insbesondere mit dem Einfluss von Emotionen und den psychologischen Dimensionen auf ökonomische Entscheidungen und Verhalten, aber auch mit sozialen Bindungen und sozialer Intelligenz. Zur Untersuchung dieser Themengebiete nutzt sie eine Kombination aus ökonomischen Experimenten und psychologischen Methoden. Schwerpunkte sind die Verhaltensökonomie sowie die experimentelle Ökonomie, und seit einigen Jahren auch Themengebiete wie Emotionen, Altruismus, Vertrauen und öffentliches Gut.

## Auszeichnung
2017 erhielt Astrid Hopfensitz die Bronzemedaille für Wirtschaft des französischen Forschungszentrums Centre Nationale de la Recherche Scientifique.

## Mitgliedschaften
- 2002–2006: Center of Research in Experimental Economics and Political Decision making (CREED)[2][1]
- 2006–2007: National Center of Competence in Research (NCCR), Universität Genf[1]
- 2009–2010: Mitglied der Groupe de recherche en économie mathématique et quantitative[3][1]
- Seit 2010: Mitglied des Verwaltungsrats der Toulouse School of Economics[1]
- 2012–2019: Programmdirektorin am Institute for Advanced Study in Toulouse (IAST)[5][1]
- 2017–2019: Präsidentin der Association Francaise d´Economie experimentale[6][1]
- Seit 2017: Junior Mitglied des Institute Universitaire de France (IUF)[1]
- Seit September 2021: Mitglied des GATE-CNRS, Ecully, Frankreich[1]
- Mitglied der Economic Science Association (ESA)[11]

## Publikationen (Auswahl)

### Monographie
- Astrid Hopfensitz: The Role of Affect in Reciprocity and Risk Taking: Experimental Studies of Economic behavior. Thela thesis, Amsterdam 2006, ISBN 978-90-5170-723-6

### Artikel
- S. Bowles, J.-K. Choi und A. Hopfensitz: The co-evolution of individual behaviors and social institutions. In: Journal of Theoretical Biology. Band 223, 2003, S. 135–147, Digitalisat
- F. Cochard, H. Couprie und A. Hopfensitz: What if women earned more than their spouses? An experimental investigation of work division in couples. In: Experimental Economics. Band 21, 2018, S. 50–71, Digitalisat
- A. Hopfensitz, C. Mantilla und J. Miquel-Florensa: Catch Uncertainty and Reward Schemes in a Commons Dilemma: An Experimental Study. In: Environmental & Resource Economics. Band 72, Nr. 4, 2019, S. 1121–1153, Digitalisat
- A. Tognetti, V. Durand, D. Dubois, M. Barkat-Defradas, C. Ferdenzi und A. Hopfensitz: The smell of cooperativeness: Do human body odours advertise cooperative behaviours? In: British Journal of Psychology. Band 113, Nr. 2 Mai, 2022, S. 531–546, Digitalisat
- S. Borau, H. Couprie und A. Hopfensitz: The prosociality of married people: evidence from a large multinational sample. In: Journal of Economic Psychology. Band 92, Oktober 2022, Digitalisat
- J.-C. Tisserand, A. Hopfensitz, S. Blondel, Y. Loheac, C. Mantilla, G. Mateu, J. Rosaz, A. Rozan, M. Willinger, A. Sutan: Management of common pool resources in a nation-wide experiment. In: Ecological Economics. Band 201, 2022, Digitalisat

### Buchbeiträge
- Astrid Hopfensitz: Eifersucht: Eine Leidenschaft die Leiden schafft? In: G. Blümle (Hrsg.): Kulturelle Ökonomik. LIT-Verlag, 2005
- Astrid Hopfensitz: Emotions and decision making. In: Morris Altman (Hrsg.): Real World Decision Making: An Encyclopedia of Behavioral Economics. Praeger ABC-CLIO, 2015, Digitalisat
- A. Hopfensitz und A. Munro: Behavioral household economics. In: Klaus Zimmermann (Hrsg.): Handbook of Labor, Human Resources and Population Economics. Springer, 2019, ISBN 978-3-319-57365-6

### Diskussionspapiere
- A. Hopfensitz und T. Wranik: How to adapt to changing markets: experience and personality in a repeated investment game. MPRA working paper nr. 17835, 2009
- D. Chen, A. Hopfensitz, B. van Leeuwen und J. van de Ven: The Strategic Display of Emotions. CentER Discussion Paper Series No. 2019-014, 2019

### Andere Medien
- Youtube: Qui cherche cherche: mini documentary on trust detection in others.[12]
- Talkshow Beitrag: Le couple, l'argent: et si on en parlait? TEDx Toulouse (spring 2017).[13]